# Automotores Orletti
Automotores Orletti fue el nombre con el que se conoció a un centro clandestino de detención, tortura y exterminio que funcionó entre mayo y noviembre de 1976, en Buenos Aires, Argentina, durante la última dictadura cívico-militar. 
El predio, en la calle Venancio Flores 3519/21, esquina Emilio Lamarca, en el barrio de Floresta, era la base operativa de los grupos de tareas de la Secretaría de Inteligencia del Estado (SIDE) y la Superintendencia de Policía Federal. Allí también se coordinaba la represión ilegal de militantes del Cono Sur con los servicios de inteligencia de los países integrantes de la Operación Cóndor.

## Inicios del Centro Clandestino de Detención
En diciembre de 1975, el general René Otto Paladino, uno de los fundadores de la Alianza Anticomunista Argentina (Triple A) quedó al frente del Servicio de Información del Estado (SIDE), y decidió crear una base para que la banda de Aníbal Gordon operara sin llamar la atención. 
El coronel Rubén Víctor Visuara, jefe de la base Bullinghurst, fue quien encargó al agente Eduardo Ruffo buscar una "cueva" donde el grupo hiciera sus operativos, que además de la eliminación de opositores de izquierda o "blancos", que eran el objetivo de la represión, incluía secuestros extorsivos.
Ruffo arrendó el local de un taller mecánico con vivienda y depósito, frente a las vías del tren Sarmiento, cerca de la estación Floresta. La SIDE pagó 240 mil pesos por los primeros dos meses de alquiler al propietario, llamado Santiago Cortell. 
En la jerga de la SIDE el lugar era identificado como "El Jardín" y funcionó desde principios de mayo de 1976, hasta noviembre del mismo año, cuando se desactivó como Centro Clandestino, producto de una fuga.
El taller tenía un cartel que rezaba "Automotores Cortell", a la que se había borrado la letra "C". Ha sido una confusión denominar "Automotores Orletti" al lugar. 
Los vehículos con los detenidos entraban cuando se accionaba desde adentro la apertura de una cortina metálica. Antes, los captores transmitían por radio la consigna "Operación Sésamo". Así llegaban a un salón grande dividido por una cortina de tela. Los detenidos eran alojados del otro lado de la cortina, sobre el suelo de cemento que muchos sobrevivientes recuerdan frío, sucio de grasa y tierra. Sobre el piso había cantidad de chasis y autos, algunos eran de las víctimas.

## Condena
A raíz de una denuncia permitió la detención y con el avance del proceso de Justicia a los responsables de los crímenes de Estado su condena a 20 años de prisión, en marzo de 2011. Fue condenado a prisión perpetua e inhabilitación absoluta por cinco homicidios. La imputación contó 29 secuestros. Entre sus víctimas estuvieron las de los cinco tambores del río Luján, un grupo de prisioneros arrojados en esos recipientes en octubre de 1976, descubiertos por un prefecto e identificados en 1989. Entre ellos: los mellizos Gustavo y Ricardo Gayá, Marcelo Gelman, Dardo Albeano Zelarayán y Ana María del Carmen Pérez, con un tiro en el abdomen y un embarazo de nueve meses.

## Acción represiva
Allí fueron secuestradas y torturadas unas 300 personas, muchos de los cuales permanecen desaparecidos, y otros, como el actor Luis Brandoni y su esposa Martha Bianchi, quienes sufrieron horas de horror en el lugar.
En el CCD Automotores Orletti se aplicaron tormentos con especial encono sobre Carlos y Manuela Santucho, hermanos de Mario Roberto Santucho, principal dirigente del PRT-ERP
Orletti se transformó en el centro de operaciones regional en el marco del "Plan Cóndor", donde la banda de Gordon coordinó tareas con represores de Chile, Paraguay, Brasil, Bolivia y Uruguay. Las víctimas eran torturadas, extorsionadas, robadas y asesinadas, para quedar desaparecidas.
Se supone que el cierre de Orletti se produjo pocos días después de la llegada del secuestrado Luis Faustino Stamponi, cuando dos personas escaparon y se lo clausuró temiendo las repercusiones internacionales.
Se ha convertido en un museo dedicado a la memoria de los torturados y desaparecidos.
En el imaginario popular, su sola mención remite de inmediato a los horrores de la dictadura.
El lugar donde funcionó el centro clandestino de detención fue señalizado con motivo de cumplirse los 25 años de la recuperación del Estado de Derecho. a través del trabajo de la Secretaría de Derechos Humanos de la Nación, que hasta el 2013 señalizó 103 "sitios de memoria".